# Вишнёвка (Черниговская область)
Вишнёвка (укр. Вишнівка) — село в Прилукском районе Черниговской области Украины. До 19 июля 2020 года входило в состав Ичнянского района.
Код КОАТУУ — 7421787603. Население по переписи 2001 года составляло 387 человек .

## Географическое положение
Село Вишнёвка находится на правом берегу реки Удай, выше по течению на расстоянии в 1 км расположено село Сваричевка, ниже по течению на расстоянии в 2,5 км расположено село Припутни, на противоположном берегу — село Шиловичи.

## История
- 1700 год — дата основания[3].
- Есть на карте 1826-1840
- В 1859 году в деревне владельческой Вышневка (Вишневка) было 115 дворов где проживало 694 человека (325 мужского и 669 женского пола)[4]